# Соборная улица (Колпино)
Собо́рная у́лица (бывшая улица Ури́цкого) — улица в городе Колпино Колпинского района Санкт-Петербурга. Проходит от бульвара Свободы и набережной Комсомольского канала до Московской железнодорожной линии. Далее продолжается как Загородная улица. В обратном направлении после Никольского моста через Комсомольский канал продолжается как Красная улица.

## История
До 1870-х годов была частью Никольской улицы, затем была отделена и стала 1-й Го́рской улицей. В 1882 году была переименована в Собо́рную улицу — по находившейся на ней церкви Святой Троицы (сейчас на её месте Троицкий сад). Форма Соборная принято потому, что колпинцы считали этот храм главным в городе, но статус собора он получил только в 1918 году. Также по Троицкой церкви была названа Троицкая улица (ныне улица Труда), а по приделу церкви и часовне при ней — Тихвинская улица (ныне улица Культуры).
Вероятно, на Соборной улице появился первый в Колпине асфальт. Около 1900 года был заасфальтирован тротуар вдоль церковной ограды от здания думы до Троицкой улицы.
В 1918 году в ходе первой волны советских переименований Соборная улица получила название улица Урицкого — в честь М. С. Урицкого, председателя петроградской ЧК, убитого в том же 1918 году. Также в честь революционера назван сад Урицкого, располагающийся вдоль нечетной стороны от улицы Правды до Октябрьской улицы.
В 2017 году восстановлено название Соборная улица.

## Перекрёстки
- набережная Комсомольского канала / бульвар Свободы
- улица Труда
- Улица Правды
- Октябрьская улица